# Karl Malone
Karl Anthony Malone (Summerfield, Louisiana, 24. srpnja 1963.) umirovljeni je američki profesionalni košarkaš. Igrao je na poziciji krilnog centra, a izabran je u 1. krugu (13. ukupno) NBA drafta 1985. od strane Utah Jazza. U svojoj devetnaestogodišnjoj NBA karijeri Malone je ostvario brojne individualne uspjehe. Dva puta proglašen je najkorisnijim igračem lige i dva puta najkorisnijim igračem NBA All-Star utakmice. Malone je trinaestorostruki NBA All-Star, te je četrnaest puta biran u All-NBA momčad i četiri puta u All-Defensive momčad. Međutim nikada nije uspio osvojiti NBA prsten čime bi okrunio svoju sjajnu karijeru. S američkom reprezentacijom osvojio je dvije zlatne olimpijske medalje. Prvu je osvojio na Olimpijskim igrama u Barceloni 1992., a drugu osvaja na Olimpijskim igrama u Atlanti 1996. godine. Izabran je u Kuću slavnih 2010. godine.

## Rani život
Maloe je rođen kao osmo od ukupno devetero braće i sestara u siromašnoj južnjačkoj obitelji. U Mont Sinaiu, mjestu u kojem je odrastao, tada je živjelo samo 200 stanovnika, a od malih nogu majka ga je učila da će isključivo radom i zalaganjem nešto postići u životu. Maloneova majka znala je raditi i po tri posla da bi prehranila veliku obitelj, te je bila toliko uporna da nikada nije tražila socijalnu pomoć, iako je na nju imala pravo. Otac ga je napustio kada mu je bilo četiri godine. Dok je bio manji, Malone nikada nije izrazio želju za igranjem košarke. U srednjoj školi bio je sjajan košarkaš i svoju je momčad odveo do tri naslova državnog prvaka. Zbog loših ocjena, Malone se zamalo nije uspio upisati na sveučilište, ali ga je majka natjerala da upiše neko sveučilište, a Malone se odlučio za Louisiana Tech. Cijelu prvu godinu sveučilišta, Malone nije mogao nastupati za košarkšku momčad zbog loših ocjena, ali ih je kasnije popravio. Dva puta odveo je momčad do NCAA natjecanja i u to je vrijeme od jednog novinara dobio nadimak po kojem je i danas poznat - Mailman. Nakon treće godine sveučilišta, Malone se prijavio na NBA draft.

## NBA karijera
Izabran je kao 13. izbor NBA drafta 1985. od strane Utah Jazza. U prvoj sezoni s Jazzerima, Malone je prosječno postizao 14.9 poena i 8.9 skokova. Nakon prve sezone, čelnici Utahe uvidjeli su Maloneov potencijal te su odlučili mijenjati Adriana Dantleya u Detroit Pistonse kako bi oslobodili što više prostora za Malonea. I nisu pogriješili jer je iduće sezone Malone značajno popravio statistike te je prosječno postizao 21.7 poena i 10.9 skokova. U isto vrijeme rezervni razigravač John Stockton, dobivao je sve više prilika te su ga i navijači zavoljeli. U sezoni 1987./88. Malone je prosječno postizao 27.1 poena i ostvario je mjesto u All-NBA prvoj petorci te je ostvario nastup na All-Star utakmici i započeo nevjerojatan niz od čak 14 uzastopnih All-Star nastupa. Jazzeri su sezonu završili s omjerom 47-35, a u prvom krugu doigravanja pobijedili su Portland Trail Blazerse. U drugom krugu doigravanja namučili su kasnije prvake Los Angeles Lakerse koji su ih pobijedili u sedam utakmica. Tijekom doigravanja Malone je prosječno postizao 29 poena po utakmici.
Iduće sezone Malone je prosječno postizao 29.1 poena i 10.7 skokova. Na All-Star utakmici 1989. Malon je postigao 28 poena, 9 skokova i 3 asistencije te je osvojio svoju prvu od dvije nagrade za najkorisnijeg igrača All-Star utakmice. Jazzeri su sezonu završili s omjerom 51-31, ali su izgubili u prvom krugu doigravanja od Golden State Warriorsa. U sezoni 1990./91. Malone je unaprijedio statistike na prosjek od 31 poen i 11.1 skokova po utakmici. U doigravanju ponovno su ispali već u prvom krugu doigravanja, ali ovaj puta od Phoenix Sunsa. Iduće sezone Stockton je igrao fantastično te su on i Malone oformili jedan od najboljih tandema niskog i visokog igrača. Jazzeri su ostvarili omjer 50-31, a Malone i Stockton su podijelili nagradu za najkorisnijeg igrača All-Star utakmice. Sljedećih pet sezona (u razdoblju od 1992. do 1996.) Malone je imao približno slične statistike, ali Jazzeri nisu uspjeli ostvariti značajniji rezultat u doigravanju. Tri puta su došli do finala Zapada, ali su sva tri puta izgubili: 1992. od Portland Trail Blazersa, 1994. od Houston Rocketsa te 1996. od Seattle SuperSonicsa.
U sezoni 1996./97. Malone je prosječno postizao 27.4 poena te je sa Stocktonom odveo momčad do omjera 64-18. Jazzeri su imali drugi najbolji omjer u ligi, a za svoje zasluge, Malone je proglašen najkorisnijim igračem lige. Nakon laganog prolaza preko Los Angeles Clippersa i Los Angeles Lakersa, u finalu Zapada čekali su ih Houston Rocketsi. Jazzersi su ih pobijedili u šest utakmica zahvaljujući Stocktonovom tricom sa zvukom sirene. U NBA finalu čekali su ih Chicago Bullsi. Bullsi su pobijedili u prve dvije utakmice, dok su na svom terenu Jazzeri također pobijedili u iduće dvije utakmice, ponajviše zahvaljujući Maloneu i njegovim 37 poena, u trećoj, i 28 poena, u četvrtoj utakmici. Međutim Bullsi su pobijedili u iduće dvije utakmice i svladali Jazzere rezultatom 4-2, osvojivši svoj 5. NBA naslov. Iduće sezone Malone je prosječno postizao 27 poena, a Jazzeri su ostvarili najbolji omjer lige 62-20. Na putu do NBA finala svladali su Houston Rocketse, San Antonio Spurse i Los Angeles Lakerse da bi ih u finalu ponovno čekali Chicago Bullsi. Unatoč Maloneovim sjajnim izvedbama, Bullsi su dobili seriju u šest utakmica i osvojili svoj 6. NBA naslov u osam godina.
U skraćenoj sezoni 1998./99. Malone je po drugi put proglašen za najkorisnijeg igrača NBA lige, a Jazzeri su ostvarili omjer 37-13. Međuti ispali su u drugom krugu doigravanja od Portland Trail Blazersa. Iduće četiri sezone Jazzeri nisu uspjeli ostvariti neki veći rezultat u doigravanju, a Malone je u sezoni 2002./03. pretekao Wilta Chamberlaina na listi najboljih strijelaca u povijesti NBA lige. Malone je zauzeo drugo mjesto s 36 374 poena te je nakon te sezone postao slobodan igrač. U nadi da će osvojiti NBA naslov, kojim bi zaključio sjajnu karijeru, odlučio je potpisati za Los Angeles Lakerse predvođene Kobeom Bryantom i Shaquilleom O'Nealom. Maloneu se u Lakersima pridružio još jedan veteran, Gary Payton, te su Lakersi postali glavni kandidati za NBA naslov. Do finala su doduše stigli, ali je u finalnoj seriji Malone istegnuo desno koljeno. Nakon četiri utakmice igranja, unatoč ozljedi, petu je morao propustiti. Pistonsi su iskoristili priliku i ostvarili pobjedu te odnijeli naslov rezultatom 4-1. Unatoč brojnim ponudama drugih klubova, Malone se 13. veljače 2005. odlučio na konačno umirovljenje od profesionalne košarke.

## Američka reprezentacija
S američkom košarkaškom reprezentacijom, Malone je osvojio dvije zlatne olimpijske medalje. Budući da je 1989. godine ukinut dodatašnji prijedlog i konačno dopušten nastup NBA igrača na Olimpijskim igrama, 1992. godine na Olimpijskim igrama u Barceloni Malone je bio član originalnog Dream Teama s kojim je i osvojio svoju prvu zlatnu medalju, a četiri godine kasnije na Olimpijskim igrama u Atlanti 1996. godine osvaja i svoju drugu zlatnu medalju.

## Privatni život
Malon je prije nego što je oženio sadašnju suprugu Kay, s kojom ima tri kćeri i sina, postao otac još troje djece s dvije žene. Iz prve veze ima blizance Cherryl i Darryla Forda, a kći je poput tate sjajna košarkašica koja se može pohvaliti i WNBA naslovom. Međutim Malone je s njima u kontaktu tek od njihove 17. godine. Za drugog sina Demetriusa Bella čulo se da je izabran na NFL draftu, a s njim Malone nije u nikakvom kontaktu. Da stvar bude gora, Bellova majka zatrudnjela je u dobi od 13 godina, dok je Maloneu bilo 20. Tijekom karijere puno puta je isticao svoju ulogu oca i supruga kao i ogorčenost na vlastitog oca koji je napustio obitelj kada su Maloneu bile četiri godine, nevjerojatno je da je zaboravio svoju djecu, bez obzira u kakvom odnosu bio s njihovim majkama.

## Vanjske poveznice
- Profil na NBA.com
- Profil  Arhivirana inačica izvorne stranice od 1. siječnja 2021. (Wayback Machine) na Basketball-Reference.com
- Profil na Internet Movie Database
- Sažetak karijere na NBA.com